# Dexamine spinosa
Dexamine spinosa är en kräftdjursart som först beskrevs av Montagu 1813.  Dexamine spinosa ingår i släktet Dexamine och familjen Dexaminidae. Arten är reproducerande i Sverige. Inga underarter finns listade i Catalogue of Life.